# Manuel Cuesta Gallardo
Manuel Cuesta Gallardo fue un ingeniero y hacendado mexicano, gobernador constitucional de Jalisco por dos breves lapsos en 1911, que sumaron 80 días, en la recta final del régimen dictatorial de Porfirio Díaz.

## Biografía
Nació en Guadalajara, el 14 de abril de 1873, en una acaudalada familia jalisciense de hacendados. Fue el primero de una familia de diez hijos, siete varones y tres mujeres, herederos de la Hacienda de Atequiza, ubicada en el pueblo del mismo nombre, en Jalisco. 
Su abuelo materno, Cástulo Gallardo y González de Hermosillo (casado el 3 de febrero de 1841 con María Francisca Riesch Mallén), había comprado en 1839 la Hacienda de Atequiza, al norte del pueblo de Atequiza y al sur del Río Grande de Santiago, en Jalisco. En 1900 la hacienda de los Cuesta Gallardo tenía 12 846 hectáreas; 8000 eran de riego. Sembraban frijol, maíz, trigo, cebada y caña de azúcar; contaban con ganado vacuno y caballar, además de poseer y operar un molino de trigo equipado con tecnología alemana de punta.
De 1870 a 1900, la familia Cuesta Gallardo construyó un teatro privado, aún en pie en 2024, en López Cotilla 99, actualmente sede de la Casa de la Cultura de la delegación ixtlahuacanense de Atequiza; la finca La Florida, y el campanario de la iglesia, así como realizó mejoras a la casa grande. En la época de esplendor de la hacienda, de 1839 a 1903, la propiedad se ubicaba en el municipio de Poncitlán. El 15 de enero de 1938, la comisaría de Atequiza pasó a pertenecer al municipio de Ixtlahuacán de los Membrillos, segregada de aquel, según decreto 4349.
Una finca señorial de Guadalajara, conocida como la Casa de los Abanicos, ubicada en Avenida Libertad 1823 esquina con Moscú, Colonia Americana, fue propiedad del hacendado y exgobernador Manuel Cuesta Gallardo, quien la adquirió en marzo de 1907, al desembolsar 30 000 pesos, cuando tenía cuatro años de haber sido construida. Encargó al ingeniero de origen alemán Ernesto Fuchs, varias mejoras. Posteriormente fue sede de la Universidad ITESO; luego, del University Club, y en 2024 es un salón de eventos y banquetes.
En 1911 la época del Porfiriato tocaba a su fin. Manuel Cuesta Gallardo, el último gobernador porfirista de Jalisco, renunció a la gubernatura. Lo sucedió David Gutiérrez Allende el 25 de mayo de 1911. El 27 de febrero de 1915, Pancho Villa ordenó el asesinato de un hermano del exgobernador Manuel, Joaquín Cuesta Gallardo (13 de septiembre de 1874-27 de febrero de 1915), acusado por el mayordomo de la Hacienda Maltaraña, propiedad de Joaquín, de ser el mayor cacique de La Barca, Jalisco.
El Museo Regional de Guadalajara exhibe una pintura de caballete, al óleo, del exgobernador jalisciense Manuel Cuesta Gallardo.

## Homenaje
La Calle 42 del Sector Libertad de Guadalajara ostenta el nombre «Manuel Cuesta Gallardo».